# Groene aratinga
De groene aratinga (Psittacara holochlorus; synoniem: Aratinga holochlora) is een vogel uit de familie Psittacidae (papegaaien van Afrika en de Nieuwe Wereld).

## Verspreiding en leefgebied
Deze soort komt voor van Mexico tot in Nicaragua en telt drie ondersoorten:
- P. h. brewsteri (Nelson, 1928)	: noordwestelijk Mexico.
- P. h. holochlorus (Sclater, PL, 1859): oostelijk Mexico en zuidelijk Mexico.
- P. h. rubritorquis (Sclater, PL, 1887): zuidelijk Guatemala, Honduras en noordelijk Nicaragua (roodkeelaratinga)

## Status
De grootte van de populatie wordt geschat op 200.000 volwassen vogels. Dit aantal is wel inclusief de Pacifische aratinga die door de IUCN als een ondersoort van de groene aratinga wordt beschouwd. Op de Rode lijst van de IUCN heeft de groene aratinga de status niet bedreigd.